# 다카기 나나
다카기 나나(일본어: 髙木 菜那, たかぎ なな, 1992년 7월 2일~)는 일본의 스피드스케이팅 선수이다. 2018년 동계 올림픽에 참가하여 단체 추월 종목과 매스스타트 종목에 참가하여 일본 여자 선수로는 최초로 동계 올림픽 2관왕에 올랐다. 여동생인 다카기 미호도 스피드스케이팅 선수이다.

## 같이 보기
- 스피드스케이팅 세계 기록 목록
- 스피드스케이팅 올림픽 기록 목록